# Centro europeo per l'astronomia spaziale

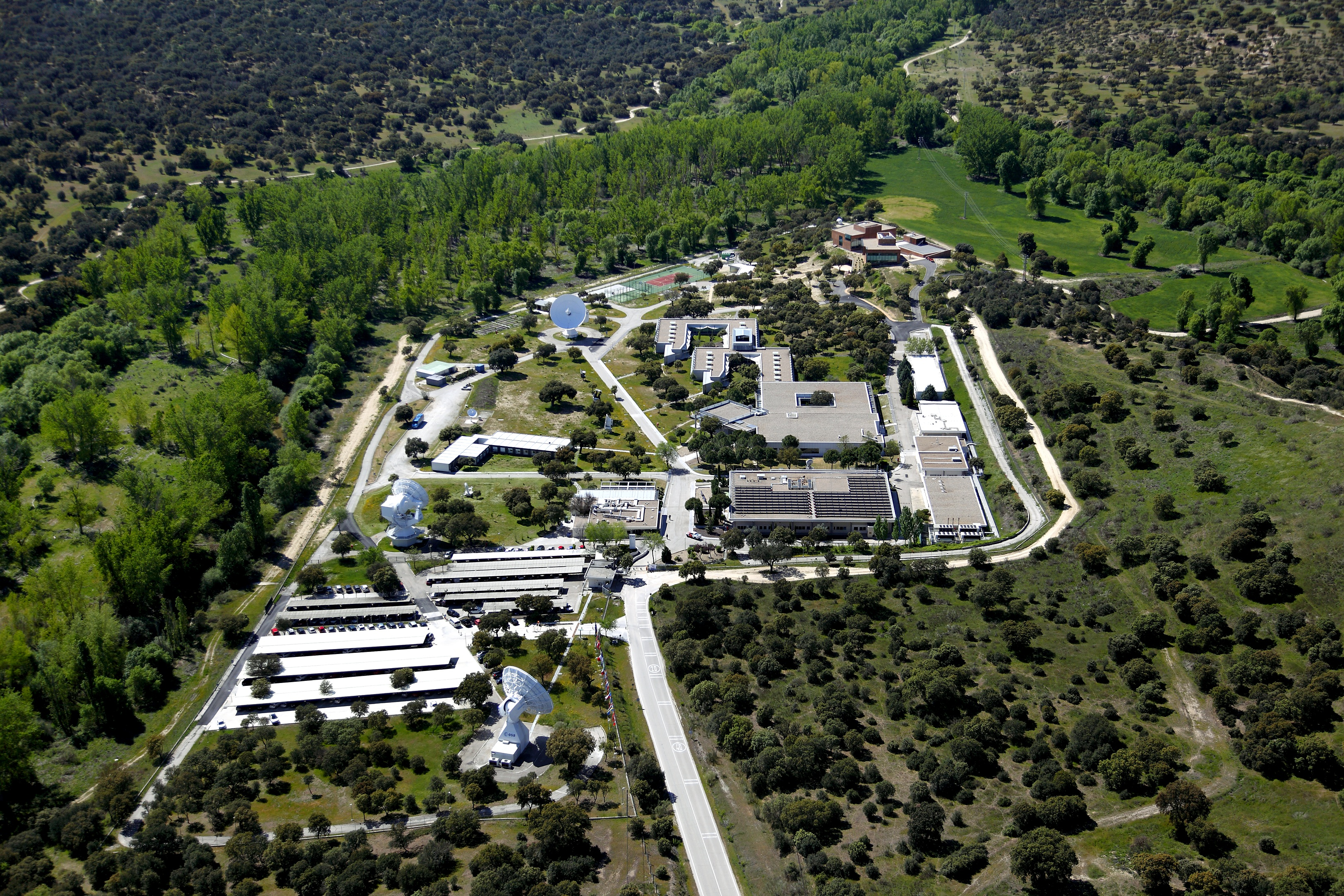
Foto aerea dell'ESAC

Il Centro europeo per l'astronomia spaziale (ESAC, dall'inglese European Space Astronomy Centre) è un centro di ricerca dell'Agenzia Spaziale Europea dedicato alle scienze spaziali (astronomia, esplorazione del sistema solare e fisica fondamentale). È situato a Villanueva de la Cañada, in Spagna.
All'interno del centro si trova la stazione di terra di Villafranca, nota anche con il nome di VILSPA, che era una delle stazioni della rete ESTRACK.